# フェリックス (デンマーク王子)
フェリックス（Felix Henrik Valdemar Christian, 2002年7月22日 -）は、デンマークの王族。女王マルグレーテ2世の次男であるヨアキム王子の次男（第2子）。母は、ヨアキム王子の先妃であるアレクサンドラ・マンリー。ニコライ王子は兄、ヘンリク王子は異母弟、アテナ王女は異母妹にあたる。
王位継承順位は7番目。
2022年9月28日、デンマーク王室は「ヨアキム王子の子孫は2023年1月1日以降、モンペザ伯爵（Count of Monpezat）およびモンペザ女伯爵（Countess of Monpezat）の称号のみ使用を許され、デンマーク王子および王女の称号はなくなる」として、ヨアキムの4人の子（フェリックスを含む）から王子、王女の称号を剥奪することを発表した。

## 称号・身位・敬称
- 2002年7月22日 - 2008年4月29日：デンマーク王子フェリックス殿下
- 2008年4月29日 - 現在：モンペザ伯爵デンマーク王子フェリックス殿下[2]
- 2023年1月1日以降：モンペザ伯爵フェリックス閣下[3]